# 吉布寺
吉布寺，又译“吉布岗寺”，位于西藏自治区拉萨市墨竹工卡县扎雪乡，是一座藏传佛教寺院。

## 简介
吉布寺位于西藏自治区拉萨市墨竹工卡县。为藏传佛教寺院。
2012年，该寺的僧人益西群培被评为爱国守法先进僧尼。2012年，该寺的僧人扎西平措被评为西藏自治区爱国守法先进僧尼。